# Forgotten Hope 2
 (avril 2025).
Si vous disposez d'ouvrages ou d'articles de référence ou si vous connaissez des sites web de qualité traitant du thème abordé ici, merci de compléter l'article en donnant les références utiles à sa vérifiabilité et en les liant à la section « Notes et références ».
 (avril 2025).
Motif : WP:CAA + Discussion:Forgotten Hope 2/Admissibilité.
- Archive Wikiwix
- Bing
- Cairn
- DuckDuckGo
- E. Universalis
- Gallica
- Google
- G. Books
- G. News
- G. Scholar
- Persée
- Qwant
- (zh) Baidu
- (ru) Yandex
- (wd) trouver des œuvres sur Wikidata

| 1. | Préciser le motif de la pose du bandeau. | Précisez le motif de la pose du bandeau en utilisant la syntaxe suivante : {{admissibilité à vérifier\|date=août 2025\|motif=remplacez ce texte par le motif}}                        |
| 2. | Informer les utilisateurs concernés.     | Pensez à avertir le créateur de l'article, par exemple, en insérant le code ci-dessous sur sa page de discussion : {{subst:avertissement admissibilité à vérifier\|Forgotten Hope 2}} |

Forgotten Hope 2 (abrégé FH2) est une modification complète du jeu vidéo Battlefield 2 se déroulant lors de la Seconde Guerre mondiale, mettant l'accent sur le réalisme historique. Forgotten Hope 2 est la suite de Forgotten Hope, l'un des mods les plus populaires pour Battlefield 1942.
La première version, la 2.0, a été publiée le 14 décembre 2007, contenant des cartes sur le thème de la campagne d'Afrique du Nord. Le 5 septembre 2009 est publiée la version 2.2, introduisant la bataille de Normandie. La version 2.4 a été publiée le 15 juillet 2011, ajoutant des scénarios se déroulant lors de la bataille des Ardennes. Le 8 février 2016, la version 2.5 est publiée avec l'ajout de deux nouvelles factions : l'Union Soviétique et la Finlande lors de la Guerre de Continuation,. La version 2.53 sort le 25 mai 2018, ajoutant comme nouvelle faction l'Armée polonaise de l'Est et la bataille de Lenino, ainsi que les cartes Ihantala, Studienka et Ogledow,. Le 13 mai 2022, la version 2.6 introduit quant à elle l'armée française de 1940 et trois scénarios se déroulant lors de la bataille de France : Stonne, Flavion et La Horgne. Le 23 janvier 2024, la version 2.64 introduit la France Libre avec le scénario de la Forêt de la Hardt se déroulant en Alsace en 1944, et la carte Medjez El Bab, opposant Français de Vichy et Allemands lors de la campagne de Tunisie, en 1942,.
Le 31 juillet 2022, l'équipe de développement annonce la sortie future de deux nouvelles factions : la Belgique et la Norvège lors de la campagne des 18 jours et de la campagne de Norvège en 1940. Le 3 juillet 2023, quatre cartes en cours de développement sont testées publiquement, dont Bir Hakeim introduisant la France Libre en 1942 équipée d'un mélange d'armes anglaises et françaises, et Opération Petite Saturne, introduisant l'armée italienne sur le Front est.
Lors de l'annonce de la sortie de la carte Purple Heart Line en 2021, les développeurs du jeu Hell Let Loose confessent avoir tiré leur inspiration de Forgotten Hope 2,. Lors d'un entretien publié sur YouTube, un développeur du jeu affirme plus tard que « Forgotten Hope 2 a eu une assez grande influence sur nous ».
Le jeu est désormais disponible en standalone, il n'est plus nécessaire de posséder Battlefield 2 pour y jouer.
Les critiques du jeu insistent sur la qualité des graphismes, l'attention portée au réalisme historique, l'importance quantitative du contenu du jeu en termes d'armées, d'armes, de véhicules et de cartes, ainsi que la possibilité de jouer des combats méconnus de la Seconde guerre mondiale,,,,.

## Système de jeu
Le jeu peut se jouer en multijoueur sur des serveurs hébergeant jusqu'à 100 joueurs simultanément. Il existe également un mode solo où les joueurs sont remplacés par l'IA. Les cartes ont des formats différents en fonction du nombre de joueurs présents sur les serveurs : 16, 32 et 64. Chaque équipe dispose d'un certain nombre de tickets. Chaque joueur tué occasionne la perte d'un ticket pour son équipe. Des drapeaux sont en outre disposés sur la carte de jeu ; capturer un certain nombre de drapeaux permet à une équipe de faire perdre automatiquement des tickets à l'équipe adverse, indépendamment des pertes subies (on parle de « bleed »). Dans certaines configurations, une équipe en attaque perd des tickets continuellement jusqu'à avoir capturé un certain nombre de drapeaux, ce qui permet ensuite de faire « saigner » l'équipe adverse en retour, voire de la faire perdre instantanément.
Lorsqu'un joueur apparaît sur la carte, en début de partie ou après s'être fait tuer, il doit choisir entre l'une des sept classes du jeu (cf. plus bas). Selon les cartes, certaines classes sont limitées de façon proportionnelle afin de conserver une représentation réaliste de la répartition des armes individuelles au sein de chaque armée. Ainsi, par exemple, seule une poignée de joueurs pourra jouer des armes antichars ou des fusils mitrailleurs. Des armes supplémentaires telles que les lance-flammes, les fusils à lunette, les mortiers et les mitrailleuses lourdes sont disponibles en nombre très restreints sous forme de kits que l'on peut récupérer dans des points stratégiques de la carte. Cette répartition des armes au sein de l'équipe incite à collaborer avec les autres joueurs pour mieux tirer parti de l'équipement limité dont chaque équipe dispose.
Enfin, chaque équipe est divisée en plusieurs escouades créées à l'initiative des joueurs, lesquels peuvent s'enrôler librement dans chacune d'elles. Les membres d'une escouade peuvent réapparaître près du chef de leur escouade. En outre, chaque escouade complète bénéficie de kits limités supplémentaires. Le système d'escouade joue donc un rôle central dans la collaboration entre les joueurs.

### Modifications du gameplay par rapport àBattlefield 2
Dans Forgotten Hope 2, les soldats meurent et les véhicules sont détruits plus facilement que dans le jeu original, en général en un seul coup. La classe médecin, qui pouvait ressusciter les soldats décédés, est supprimée. Chaque soldat porte un équipement modeste et réaliste, comprenant une trousse médicale. Celle-ci permet de soigner un joueur blessé, mais nullement de ressusciter un soldat à terre. Un joueur blessé ne recevant pas de soins à temps mourra de ses blessures.
La mise à jour 2.25 a ajouté une balistique précise pour presque tous les fusils et mitrailleuses. Si le joueur ne vise pas avec précision, la dispersion des tirs peut être importante.
Les chars du jeu ont également des capacités de pénétration et de blindage ainsi qu'une vitesse et une mobilité différents en fonction de leurs caractéristiques historiques. Chars et armes individuelles sont représentées de façon précise pour chaque carte, en fonction des unités présentes sur place et du matériel dont elles disposaient réellement. De fait, sur une même carte peuvent s'affronter deux factions ayant un important déséquilibre matériel et technologique. Différents mécanismes sont néanmoins conçus pour permettre à chaque équipe d'avoir des chances de victoire à peu près équivalentes, bien que l'équilibrage du jeu fasse l'objet de mises à jour permanentes. En outre, pour toutes ces raisons, le gameplay tend à changer en fonction de la date du scénario joué, et donc du progrès des armements au cours de la guerre.
Les véhicules et les canons dans Forgotten Hope 2 présentent des optiques réalistes, tâchant de reproduire exactement celles utilisées historiquement pour chaque arme. Les véhicules blindés ont chacun différentes valeurs de blindage, reflétant leurs véritables caractéristiques historiques. Des canons sous-alimentés ou l'utilisation d'obus hautement explosifs au lieu d'obus pénétrants peuvent être inutiles lorsqu'ils sont tirés sur des chars trop lourdement blindés ; ils rebondiront visuellement sur le blindage du char. Les différentes parties d'un char ont en outre une valeur de blindage différente que le joueur doit apprendre à connaître afin de repérer les points faibles de chaque véhicule et, au contraire, les parties les mieux blindées d'un char.
Forgotten Hope 2 se distingue également de Battlefield 2 sur le plan graphique, les environnements sont plus détaillés, presque aucun modèle 3D du jeu original n'est utilisé dans Forgotten Hope 2 ; les modèles créés spécialement pour le mod, généralement plus détaillés ou disposant de textures ayant une meilleure résolution, ont, en outre, une qualité graphique souvent supérieure. De fait, Forgotten Hope 2 nécessite des ordinateurs plus puissants que le jeu original. L'univers sonore a également entièrement été retravaillé. Dans la mesure du possible, le son de chaque moteur ou de chaque arme est reproduit à partir de pistes sonores authentiques employant les munitions de l'époque.

## Modes de jeu

### Conquête
Il reflète le mode conquête de Battlefield 2 avec plusieurs changements. Dans certains cas, les drapeaux doivent être conquis dans un ordre préétabli afin d'assurer la formation d'un front qui se déplace lorsque au fur et à mesure de l'offensive. Les drapeaux capturables sont marqués d'un cercle vert, tandis que ceux qui ne le sont pas sont marqués d'une croix rouge.

### Objectifs
Dans le mode de jeu « Objectifs », l'équipe en défense doit protéger un certain nombre d'objectifs sur la carte (avions stationnés sur un aérodrome, chars, dépôts de munitions, artillerie lourde...), et pour ce faire, parvenir à protéger les objectifs jusqu'à épuisement des tickets adverses. La destruction des objectifs aboutit à la victoire immédiate des attaquants.

## Classes d'infanterie
Forgotten Hope 2 propose sept classes d'infanterie. Chaque classe dispose d'un ensemble d'armes et d'équipements historiquement précis qui reflète l'armement de différents soldats des différentes factions jouables. Les classes disponibles sont les suivantes :

### Eclaireur
Armé d'un fusil et de jumelles, il est principalement chargé de repérer et d'identifier les ennemis, et peut également utiliser ses jumelles pour désigner la zone d'attaque des joueurs utilisant des mortiers et de l'artillerie. Il est également équipé de grenades fumigènes.

### Assaut
La classe assaut est spécialisée dans le combat au corps à corps et est généralement armé d'une mitraillette et de grenades.

### Fusilier
Le fantassin classique, épine dorsale de toute armée, porte un fusil et des grenades. Selon les factions, il peut également être équipé d'un lance-grenades à fusil.

### Mitrailleur
Soldat armé d'un fusil mitrailleur ou d'une mitrailleuse assurant le tir de couverture et le soutien des troupes.

### Ingénieur
Soldat appartenant au Génie, il s'occupe des réparations ou de la destruction de véhicules et d'infrastructures et est armé d'un fusil ou d'une carabine selon les factions, voire parfois d'une mitraillette. Il porte avec lui, selon les cas, un détecteur de mines, des mines antichars et des mines anti-personnel ou des charges explosives.

### Antichar
Soldat spécialisé dans la lutte antichar, il est armé, selon les cas, d'un pistolet ou d'un fusil, sinon d'une mitraillette, et d'une arme antichar : fusil antichar, lance-roquettes, PIAT, Panzerfaust, grenades antichars, ou bien charges explosives.

### Sous-officier
Il joue le rôle de commandant d'une des escouades dans lesquelles les joueurs de chaque équipe peuvent s'enrôler. Il est équipé d'une mitraillette, d'un fusil d'assaut ou d'un fusil, d'un pistolet, de jumelles, de bandages supplémentaires et de grenades fumigènes.

## Véhicules et armes statiques
Forgotten Hope 2 propose une vaste gamme de véhicules en constante expansion qui peuvent être organisés par type.
- Véhicules blindés - Cette catégorie comprend les chars d'assaut et les canons automoteurs. Immunisés contre les munitions normales et les grenades non antichars, ils sont néanmoins vulnérables aux bombes aériennes, à l'artillerie, aux armes antichars d'infanterie, aux mines antichars, aux autres chars, et bien sûr aux canons antichars, voire antiaériens dans certains cas. Le char d'assaut dispose d'une tourelle pouvant tourner à 360 degrés. Le canon automoteur est quant à lui un véhicule dont le canon est disposé en casemate, non pas en tourelle ; perdant l'avantage de pouvoir faire pivoter son arme à 360 degrés, cette disposition permet néanmoins d'équiper un canon plus puissant sur un châssis donné. Son rôle est essentiellement d'appuyer l'infanterie ou de prendre les chars adverses en embuscade. De manière générale, dans Forgotten Hope 2, les véhicules blindés constituent l'appui sans lequel l'infanterie ne peut progresser ou se défendre efficacement. A l'inverse, les chars, très vulnérables aux armes antichars d'infanterie et aux bombardiers d'appui aérien rapproché, dépendent de l'infanterie, de l'aviation et des armes antiaériennes pour leur protection. L'artillerie joue un rôle complémentaire par sa capacité à neutraliser les chars, les positions de canons antichars et antiaériens adverses.
- Avions - Les combats dans Forgotten Hope 2 se déroulant à l'échelle tactique, les avions présents en jeu se limitent essentiellement aux chasseurs, souvent équipés de bombes, et aux bombardiers d'appui aérien rapproché. Les premiers sont plus rapide, plus maniables, et moins lourdement armés que les seconds. Les chasseurs doivent donc essentiellement protéger leurs propres bombardiers et détruire ceux de l'ennemi. Les bombardiers peuvent occasionner des dommages considérables aux positions défensives ou aux chars adverses. Il existe également quelques avions de reconnaissance, des biplans très fragiles mais permettant de révéler sur la carte de toute l'équipe amie les joueurs adverses présents dans la zone de vol de l'avion.
- Transport maritime et terrestre - Ensemble de véhicules comprenant le matériel motorisé (non blindé) et mécanisé (disposant d'un blindage léger), des voitures de liaison jusqu'aux semi-chenillés mécanisés destinés au transport de l'infanterie, en passant par les tracteurs d'artillerie et/ou de munitions et les camions. Ils constituent le principal moyen dont dispose l'infanterie pour parcourir de grandes distances sur la carte. Les véhicules mécanisés sont généralement armés de mitrailleuses. Le camion de munitions ou les tracteurs à munitions sont quant à eux nécessaires pour réarmer les chars ou les canons. Certains scénarios prévoient également l'emploi de barges de débarquement.
- Armes antiaériennes - Cette catégorie comprend les canons antiaériens sur une base fixe ou les véhicules antiaériens, camions ou chars équipés d'armes anti-aériennes, dédiés à la lutte anti-aérienne mais pouvant aussi servir contre des cibles terrestres.
- Canons antichars - Statiques ou mobiles, selon le choix du level designer, ces armes sont destinées à la lutte antichar. Elles constituent généralement les points névralgiques du système défensif d'une équipe.
- Artillerie - L'artillerie, statique (mortiers, obusiers, canons d'artillerie) ou mobile (artillerie portée ou certains canons automoteurs) permet d'effectuer des tirs en cloche à longue portée. Pour cela, l'artilleur dépend des coordonnées fournies par les joueurs de son équipe équipés de jumelles, qui peuvent cibler une zone à pilonner. L'artillerie joue un rôle crucial dans la destruction des systèmes défensifs et offensifs adverses (les chars notamment), ou pour interdire certains points clés à l'adversaire. Certains canons peuvent également lancer des obus fumigènes pour couvrir la progression de l'infanterie alliée ou masquer la vue d'équipements adverses.
- Mitrailleuses lourdes et légères - Enfin, des mitrailleuses lourdes ou légères, ou simplement des fusils mitrailleurs, peuvent être disposés de façon fixe à certains points clés sur la carte, utilisables par n'importe quel joueur, la plupart du temps dans un rôle défensif. Certaines mitrailleuses lourdes et légères peuvent aussi être équipées en tant que kits disposés sur la carte et déployés librement par le joueur, pour s'en servir dans un rôle défensif comme offensif (effectuer des tirs d'interdiction ou de couverture par exemple).

L'ensemble du matériel décrit ci-dessus peut-être réparé par les joueurs équipés d'une clef à molette.

## Théâtres d'opérations
Le jeu propose de nombreuses cartes souvent tirées d'images satellites de lieux de conflit réels, ce dont témoignent certains dev blogs publiés par les développeurs du jeu, exceptées quelques cartes fictives (dont Ramelle-Neuville tirée d'un combat fictif du film Il faut sauver le soldat Ryan).

## Récompenses
Le jeu a remporté le prix du Mod de l'année sur le portail ModDb en 2010 , puis une mention honorable en 2024. Pour le 20e anniversaire du site, Forgotten Hope 2 se hisse parmi les « classiques » en termes de modding, recevant la première place avec 24% des voix des membres de la communauté. Sur le même site, il est noté à 9,4/10 pondérant 1527 notes de la communauté. Il a un score de 9,4/10 sur le site de jeux vidéo IGN.com , et sur GameSpy.com, il a obtenu 3,5 étoiles sur 5 .